# Pelargonium aridum
Pelargonium aridum är en näveväxtart som beskrevs av Robert Allen Dyer. Pelargonium aridum ingår i släktet pelargoner, och familjen näveväxter. Inga underarter finns listade i Catalogue of Life.